# 梁魁庭
梁魁庭（1907年—2002年），广东南海人，中国人民解放军海军艇长、全国战斗英雄。

## 历史
祖父、父亲与梁魁庭自己，三代都是海员工人。梁魁庭13岁参加广东海军当了水手。1949年10月22日时任舞凤艇中尉副艇长，与艇长李皋一起率部起义，驾驶炮艇自江门直驶广州。
梁魁庭任解放号炮艇艇长，解放号艇党代表王大明。该艇参加攻占海南島戰役。随后参加攻占万山群岛战役，和其他两艘炮艇编入火力船队第一梯队，渡海登陆战斗中负责袭击、牵制敌第三舰队。
解放号武器为：艇艏甲板上25毫米炮一挺，舷侧12.7毫米机枪各一挺，艇艉甲板无后坐力炮一门，步兵机枪一挺。
1950年5月25日凌晨4时，火力船队副队长林文虎率排水量仅有28吨的“解放号”炮艇失去了和其他两艘炮艇的联系，单艇突入垃圾尾（今称桂山岛）庙湾，向停泊的敌海军各类舰20多艘（其中排水量千吨以上的大舰有4艘）近战突袭开火扫射。具有丰富海军指挥、操船经验的梁魁庭从敌舰转入战斗的灯光信号中判明敌旗舰太和号护卫舰，遂指挥“解放号”向太和号护卫舰猛扑逼近百米时对准旗舰指挥台集火猛射，第三舰队舰队代司令兼万山防卫部司令官齐鸿章重伤、打断了胳膊。登陆舰“中海号”也被击中起火，随重伤的旗舰逃出马湾港。人民海军“桂山号”登陆舰也赶到马湾港内参战，又击沉对方650吨“永宁号”扫雷舰。天亮后，舰队发现港内只有解放军两艘小舰艇，集中舰队和岸上火力反击。“解放号”被击中枪炮弹100多发，19名官兵伤13人，阵亡3人：火力船队副队长林文虎冲向炮位恢复射击时中弹阵亡、无后坐力炮排排长朱朝科在指挥无后坐力炮射击时阵亡、解放号运弹员张云飞。艇长梁魁庭此时身上脸上十多处被弹片迸伤，驾艇通过垃圾尾和中心洲之间的50米宽的狭窄水道向冲出敌舰包围后，向东南航行了五海里，成功返航。桂山舰抢滩后舰员与陆军战士阵亡。毛泽东主席赞扬这次海战“是人民海军首次英勇战例，应予表扬”。林文虎被中南军区追认为海军战斗英雄。梁魁庭被授予全国战斗英雄，解放号艇党代表王大明被授予海军战斗英雄。

## 纪念
解放号炮艇现展览于青岛海军博物馆。上层建筑已不是1950年战斗时原样。

## 家人
儿子梁锦泉